# Sinicintoppen
Der Sinicintoppen (norwegisch; russisch Гора Синицына Gora Sinizyna, deutsch ‚Blaumeisenberg‘) ist ein 2330 m hoher Berg im Wohlthatmassiv des ostantarktischen Königin-Maud-Lands. Er ragt in der Ødegaardhøgda auf.
Russische Wissenschaftler benannten ihn. Wissenschaftler des Norwegischen Polarinstituts übertrugen diese Benennung 1991 ins Norwegische.